# Claire Denis

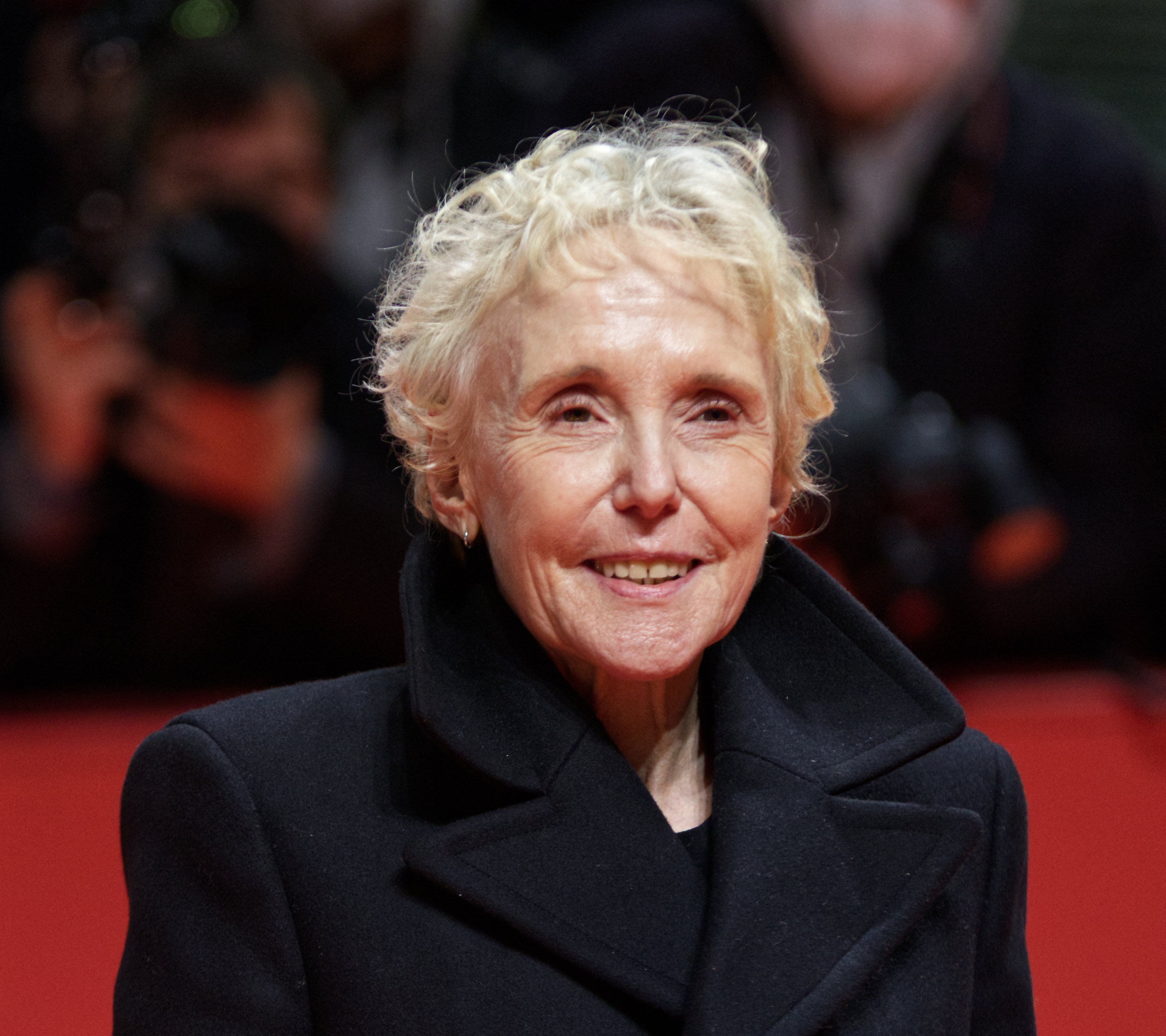
Claire Denis bei der Berlinale 2022

Claire Denis (anhörenⓘ; * 21. April 1946 in Paris) ist eine französische Filmregisseurin und Drehbuchautorin sowie Professorin an der Filmhochschule La fémis in Paris.

## Leben und Wirken

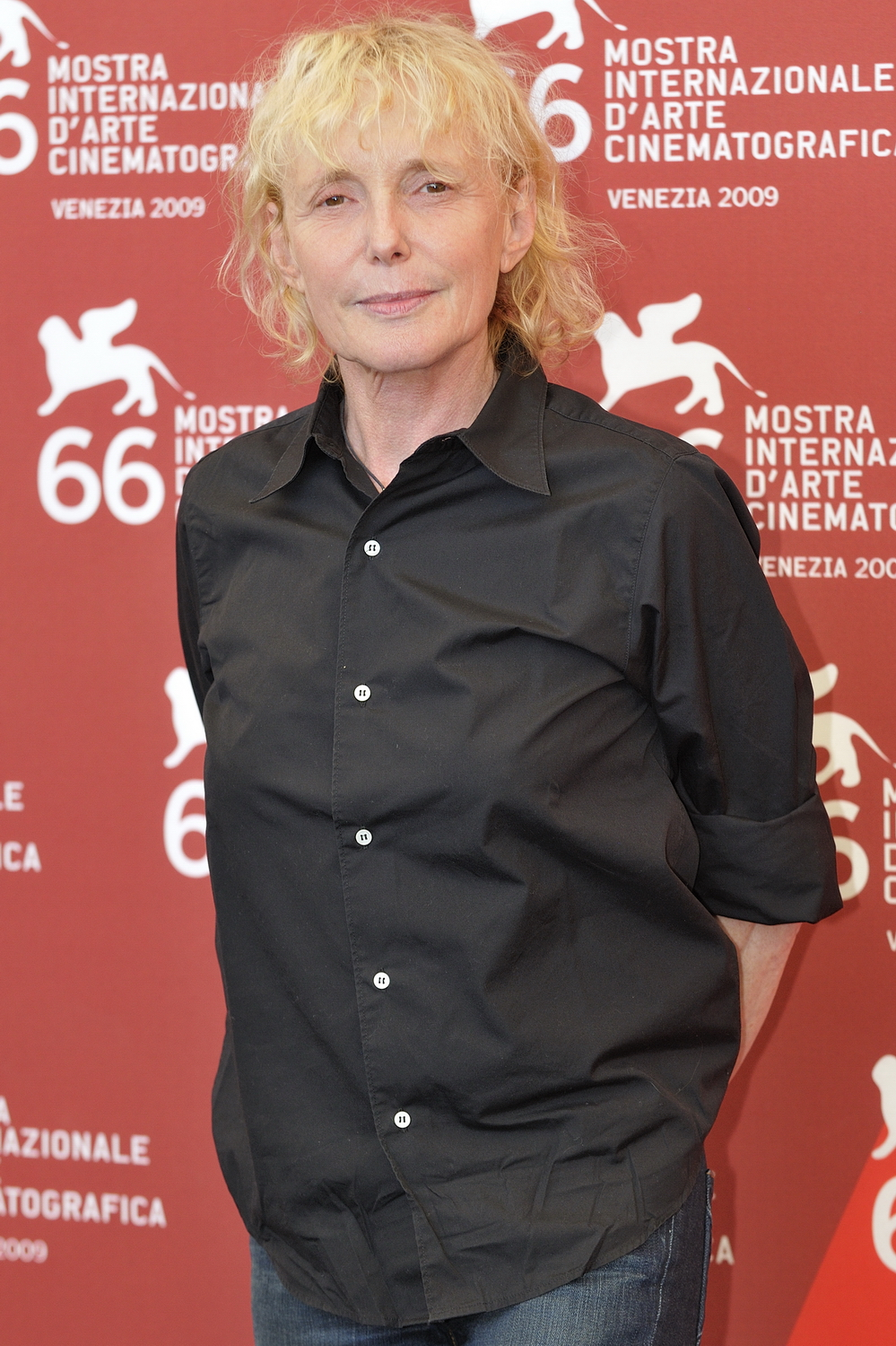
Claire Denis bei der Vorstellung ihres Films White Material auf den 66. Filmfestspielen von Venedig 2009

Denis wuchs als Tochter eines französischen Kolonialbeamten zum Teil in Afrika in Kamerun, Burkina Faso und Dschibuti auf. Mit vierzehn Jahren kehrte sie, an Polio erkrankt, in ihre Geburtsstadt Paris zurück, wo sie am Gymnasium und an der Cinémathèque française die Welt des Films für sich entdeckte. Sie studierte zunächst Literatur und Wirtschaft und arbeitete für das Schulfernsehen des Niger. Ihr damaliger Mann, ein Fotograf, schlug ihr vor, sich am Institut des hautes études cinématographiques (IDHEC) einzuschreiben. 1972 schloss sie dieses Studium mit einem Diplom ab.
Ab Ende der 1960er-Jahre drehte Denis erste Kurzfilme und arbeitete nach dem Studium bis 1987 als Regieassistentin, u. a. für Dušan Makavejev, Roberto Enrico, Costa-Gavras, Wim Wenders und Jim Jarmusch. Sie assistierte auch bei Jacques Rivette, der sie als Regisseurin für einen Dokumentarfilm über sich selbst vorschlug.
Erst im Jahr 1988 drehte sie ihren ersten Langfilm Chocolat – Verbotene Sehnsucht, der autobiografisch inspiriert von einer Kindheit im Kamerun der 1950er-Jahre erzählt. Dieses Erstlingswerk wurde 1988 für die Goldene Palme und 1989 für den César nominiert. Seither hat Denis um die 30 teilweise preisgekrönte Kurz-, Dokumentar- und Kinofilme gedreht, die verschiedenen Genres angehören bzw. die Genregrenzen durchbrechen: In ihrem Œuvre sind bisher z. B. Teenagerfilm, Vampirfilm und Science-Fiction vertreten. Denis denkt nach eigener Aussage schon lange darüber nach, ein Musical zu drehen.
2019 wurde sie bei der 72. Auflage des Filmfestivals von Cannes als Jurypräsidentin des Kurzfilmwettbewerbs und der Sektionen Cinéfondation ausgewählt. Ein Jahr später stand sie der Jury der Sektion Orizzonti auf den Filmfestspielen von Venedig vor.
Im Jahr 2022 erhielt sie für ihren Spielfilm Mit Liebe und Entschlossenheit eine Einladung in den Wettbewerb der 72. Berlinale. Im selben Jahr lief ihr Film Stars at Noon im Wettbewerb der Filmfestspiele in Cannes.

## Arbeitsweise
Denis’ Filme heben sich deutlich vom klassischen Erzählkino ab. Ihre Art des Filmschnitts, bei der Pausen und Rhythmus wichtig sind, wird mit der Improvisation im Jazz verglichen. Sie erzählt Geschichten oft nicht linear, sondern durch gleichwertig nebeneinander gestellte scheinbare Nebenhandlungen. Gesten, Blicke, Körperlichkeit und Musik haben einen hohen Stellenwert. Auf psychologischen Realismus wird verzichtet, die Grenzen zwischen Traum und Wirklichkeit können verschwimmen. Oft wird das Fremdsein in einer postkolonialen Welt thematisiert. Ihre Helden stehen oft am Rand der Gesellschaft und sind nicht immer weiß. Der Philosoph Jean-Luc Nancy bezeichnet „eine Obsession für Körper und Oberflächen“ als zentrales Prinzip der meisten Filme von Denis.
Die Regisseurin begreift das Filmemachen als Gemeinschaftswerk und tendiert dazu, langjährig Vertraute um sich zu scharen. Dazu gehören auf Seiten der Schauspieler z. B. Alex Descas, Grégoire Colin und Béatrice Dalle, bei der Musik sind häufig die Tindersticks beteiligt. Seit Chocolat ist in fast allen Filmen von Claire Denis Agnès Godard Kamerafrau. Als Drehbuchautor verpflichtet Denis regelmäßig den Schriftsteller Jean-Pol Fargeau, der sich in seinen Werken, ähnlich wie Denis, mit dem Thema Kolonisation auseinandersetzt.
Denis ist bei vielen ihrer Filme selber als Autorin beteiligt.

## Filmografie

### Regie (Langfilme)
- 1988: Chocolat – Verbotene Sehnsucht (Chocolat)
- 1989: Man No Run (Dokumentarfilm)
- 1990: Cinéma, de notre temps: Jacques Rivette – Le veilleur (Dokumentarfilm)
- 1990: Scheiß auf den Tod (S’en fout la mort)
- 1994: Ich kann nicht schlafen (J’ai pas sommeil)
- 1994: US Go Home (Fernsehfilm, Teil der Reihe Tous les garçons et les filles de leur âge)
- 1996: Nénette und Boni (Nénette et Boni)
- 1999: Der Fremdenlegionär (Beau travail)
- 2001: Trouble Every Day
- 2002: Ten Minutes Older (Episodenfilm – ein Kurzfilm)
- 2002: Vendredi soir
- 2004: Der Feind in meinem Herzen (L’intrus)
- 2005: Mathilde Monnier: Ein Leben für den Tanz (Vers Mathilde) (Dokumentarfilm)
- 2008: 35 Rum (35 rhums)
- 2009: White Material – Land in Aufruhr (White Material)
- 2013: Les Salauds – Dreckskerle (Les salauds)
- 2017: Meine schöne innere Sonne (Un beau soleil intérieur)
- 2018: High Life
- 2022: Mit Liebe und Entschlossenheit (Avec amour et acharnement)
- 2022: Stars at Noon

### Regie (Kurzfilme)
- 1969: Le 15 mai
- 1991: Keep It for Yourself
- 1991: Pour Ushari Ahmed Mahmoud, Soudan – Episode in Amnesty International – Schreiben gegen das Vergessen (Contre l’oubli)
- 1993: La robe à cerceau – Teil der Fernsehreihe Monologues
- 1995: Nice, Very Nice – Episode in A propos de Nice – Wie es weiterging (A propos de Nice, la suite)
- 2002: Vers Nancy – Episode in Ten Minutes Older: The Cello
- 2011: To the Devil

### Drehbuch
- 1999: El Medina – Die Stadt (El Medina) – Regie: Yousry Nasrallah
- 2022: Stars at Noon

## Auszeichnungen
- 1996 wurde Nénette und Boni mit dem Goldenen Leoparden prämiert.
- 1999 wurde Der Fremdenlegionär in Montréal mit dem Louve d'or und beim Genfer Festival Tout écran mit dem Preis für die beste Regie ausgezeichnet.
- 2009 erhielt Denis für ihren Film White Material – Land in Aufruhr eine Einladung in den Wettbewerb der 66. Filmfestspiele von Venedig.
- 2011 wurde sie mit dem Großen Kunstpreis Berlin der Akademie der Künste ausgezeichnet.[22]
- 2014 wurde sie mit dem A Tribute To... Award des Zurich Film Festival für ihr Lebenswerk ausgezeichnet
- 2016 Denis als erster Frau der Filmpreis Köln verliehen. Der Preis wird im Rahmen des Film Festival Cologne verliehen.[23]
- 2018 erhielt sie für High Life beim San Sebastián International Film Festival den FIPRESCI-Preis.[24]
- 2020 wurde sie mit dem Ehrenpreis „Maître du Réel“ des Festivals Visions du Réel ausgezeichnet.